# Jacky Viallon
 (avril 2017).
Si vous disposez d'ouvrages ou d'articles de référence ou si vous connaissez des sites web de qualité traitant du thème abordé ici, merci de compléter l'article en donnant les références utiles à sa vérifiabilité et en les liant à la section « Notes et références ».
Jacky Viallon,  né le 13 janvier 1945 à Roanne et mort le 9 juillet 2018 à Gournay-sur-Marne, est un écrivain français. 

## Biographie
Après avoir suivi une formation de comédien, il fonde une compagnie théâtrale avec Danielle Bouvier et étudie à l’université le théâtre des XVIIIe et XIXe siècles. Depuis 1987, ses œuvres (pièces, romans et nouvelles) sont régulièrement éditées : Le Directeur des mouches paraît en 1991, Pièces drôles pour enfants en 1996, La Mécanique de l'autruche en 1997 (œuvre pour laquelle il a reçu le prix Beaumarchais), Le Jour où les poules auront des dents en 2005. Il a été primé et sélectionné trois fois consécutives au concours « Une scène pour la démocratie ». En outre, Jacky Viallon anime divers ateliers d’écriture (avec, entre autres, la Maison du Geste et de l’Image), donne des cours de théâtre et écrit pour des catalogues d’art en collaboration avec plusieurs plasticiens.
Correspondant de presse auprès de différentes revues culturelles, notamment au Journal des spectacles, il assure la rubrique « Théâtre » et la chronique « Lire le théâtre » sur le site webtheatre.fr.
Conseiller littéraire aux éditions Dorval, il s’intéresse à l’avenir du livre et à l’évolution de l’écriture contemporaine.
Ses textes sont régulièrement diffusés sur France Culture et étudiés en classes de primaire et de collège.

## Thèmes
« J’essaye par l’humour de mettre en évidence la cruauté et la stupidité du « monde » dont, hélas, on fait tous plus ou moins partie. Je pense que le traitement satirique  est la meilleure parade à la bêtise. Malheureusement les sujets de révolte ne manquent pas. Notre  rôle en tant qu’artiste est de modestement aider à faire prendre conscience. Cette directive, un peu simpliste et naïve, nous revient souvent aux oreilles mais malgré tout on ne l’entendra jamais assez. » (Jacky Viallon)

## Concours et prix littéraires
- 1er Prix au concours Plumes et Nouvelles de Courcelles avec la nouvelle Monsieur Tendre et son mort, 1993.
- Prix spécial de la ville de Surgères, Plume d'or avec la nouvelle Le Mariage de Monsieur Tendre, 1994.
- 3eme Prix au concours d'écritures de La Vallée de Chevreuse avec la nouvelle Monsieur Tendre et son lit.
- Palme d'Or de la Nouvelle 96 au Concours de l'Union pour la Diffusion Littéraire avec la nouvelle Framboise.
- Primé au concours Une scène pour la démocratie avec la pièce Sous le régime de la couenne, 1996. Concours organisé par le Ministère de l'Éducation de la Communauté Française et les éditions Lansman en Belgique. Puis en mars 1998 avec la pièce Le Rêve américain et en février 2000 avec Le Troc.
- Diplômes d'honneur au concours Plume d'or de la ville de Surgères avec la nouvelle Le Ravi, octobre 1996.
- Lauréat Beaumarchais, session Janv. 97. Aide à l'écriture pour la pièce La Mécanique de l'autruche.
- 1er Prix Concours Premières Répliques, mai 1997. Les Plateaux, Scène Nationale d'Angoulême avec la pièce La Langue de bois.
- Aide à l'écriture du Centre National du Livre pour le roman La Maison cassée, juin 2002.
- Résidence d'auteur à La Chartreuse de Villeneuve-Avignon. Centre national des écritures du spectacle, avril 2003.
- Soutien Beaumarchais pour montage de la pièce à la scène Effraction scénique, Dorval éditions, juin 2006.